# Internetsko nazivlje
Hrvatske inačice nekih čestih internetskih naziva:
| attachment        | prilog, privitak, dodatak                      |
| bandwidth         | pojasna širina, frekvencijski pojas            |
| bookmark          | oznaka, straničnik, zaloga                     |
| browser           | preglednik, prebirnik                          |
| chat              | razgovor, čavrljanje                           |
| compression       | sažimanje, komprimiranje                       |
| cookie            | kolač, kolačić                                 |
| domain            | (mrežno) područje, domena                      |
| download          | skidanje, učitavanje, preuzimanje              |
| e-mail            | e-pošta, elektronička pošta                    |
| file              | datoteka                                       |
| gateway           | pristupnik                                     |
| homepage          | naslovnica, početna stranica, početna          |
| host              | glavno računalo                                |
| icon              | sličica, ikonica                               |
| link              | veza, poveznica                                |
| login             | prijava                                        |
| password          | zaporka, lozinka                               |
| search            | tražiti, pretraživati                          |
| site              | (mrežno) mjesto, mrežne stranice, web-lokacija |
| update            | obnoviti, ažurirati                            |
| upload            | staviti, postaviti, objaviti                   |
| web search engine | tražilica                                      |

## Vanjska poveznica
- Internetsko nazivlje  Arhivirana inačica izvorne stranice od 9. veljače 2006. (Wayback Machine)